# Postal Inspector
Pour plus de détails, voir Fiche technique et Distribution.
Postal Inspector est un film américain réalisé par Otto Brower, sorti en 1936.

## Synopsis
Un inspecteur fédéral des postes enquête sur un propriétaire d'une boîte de nuit qui doit de l'argent à un criminel.

## Fiche technique
- Réalisation : Otto Brower
- Scénario : Horace McCoy
- Photographie : George Robinson
- Producteur : Robert Presnell Sr.
- Genre : Thriller, drame[1]
- Musique : Clifford Vaughan
- Montage : Philip Cahn
- Durée : 58 minutes
- Distributeur : Universal Pictures
- Date de sortie : 16 août 1936

## Distribution

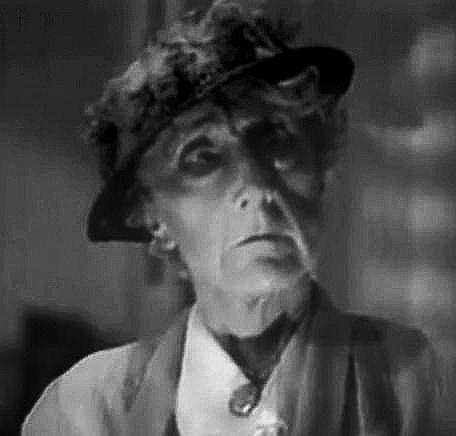
Flora Finch.

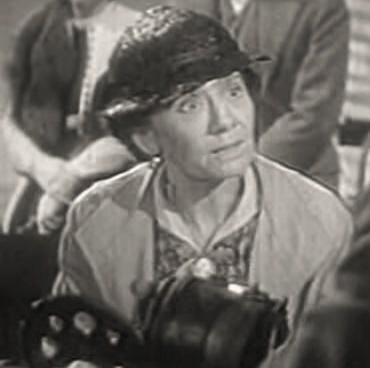
Margaret McWade.

- Ricardo Cortez : Inspecteur Bill Davis
- Patricia Ellis : Connie Larrimore
- Michael Loring : Charlie Davis
- Bela Lugosi : Gregory Benez
- Wallis Clark : Inspecteur Gil Pottle
- Arthur Loft : Inspecteur Gene Richards
- David Oliver : 'Butch'
- Guy Usher : Evans
- Bill Burrud : Billy, le garçon
- Harry Beresford : Ritter
- Spencer Charters : Grumpy
- Hattie McDaniel : Deborah

Actrices non créditées
- Flora Finch : la vieille fraudeuse
- Margaret McWade : Mme Compton
- Anne O'Neal : une passagère de l'avion